# Karl Ivanovič Mufel'
Karl Ivanovič Mufel', nato Johann Carl Heinrich Muffel (in russo Карл Иванович Муфель?; Bayreuth, 17 settembre 1736 – Pskov, 23 luglio 1788), è stato un generale e nobile tedesco naturalizzato russo.

## Biografia
Nato nel 1736, Karl era figlio di un pastore luterano, membro della piccola nobiltà dell'Alta Franconia. Nel 1748, appena dodicenne, intraprese la carriera militare e si pose come cadetto al servizio della corte del margravio di Bayreuth. Dal 1756 entrò a far parte dell'esercito prussiano e con esso prese parte alla guerra dei sette anni. Per una ragione sconosciuta, ad ogni modo, lasciò l'esercito prussiano il 30 ottobre 1758 e decise di arruolarsi nell'esercito imperiale russo, dove venne inquadrato con il rango di tenente di fanteria. Il 1º marzo 1763 venne promosso capitano e il 28 agosto 1769 secondo maggiore.
Entrato a far parte del corpo dei cacciatori, prese parte con essi alla guerra russo-turca (1768-1774), al termine della quale ottenne la promozione a primo maggiore e l'Ordine di San Giorgio di IV classe per il coraggio dimostrato durante l'assalto alla fortezza di Bender. Nel 1772 venne posto al comando della squadra di stanza a Babrujsk.
Quando scoppiò la rivolta di Pugačëv, Mufel' ricevette l'ordine di trasferirsi nella regione del Volga per rafforzare le forze zariste, il 3 novembre era già a Syzran' e all'inizio di dicembre del 1773 venne nominato membro della brigata del generale Pavel Dmitrievič Mansurov.
Il 29 dicembre 1773, in una battaglia vicino a Samara, sconfisse gli atamani di Il'ja Fëdorovič Arapov e liberò la città dai ribelli, il 7 gennaio 1774 combatté di nuovo contro Arapov presso Alekseevska  e il 14 febbraio a Buzuluk. Prese quindi parte alla battaglia della fortezza di Tatiščevo. Per queste sue brillanti azioni, il 17 marzo 1774 fu promosso tenente colonnello e nominato comandante del battaglione di Čërnyj Jar.
Nell'aprile - giugno del 1774, Mufel' si trovava nella provincia di Orenburg e partecipò a campagne punitive sul fiume Bol'šoj Irgiz. A metà luglio, Mufel' con il suo battaglione (431 uomini) passò sotto il comando del generale Ivan Ivanovič Michel'son, il quale gli concesse altri 76 dragoni e 4 cannoni per inseguire Pugačëv a Kazan' e Simbirsk, e poi si trasferì a Penza. L'11 agosto, conquistò Saratov e catturò alcuni ribelli, molti dei quali vennero impiccati sul posto. Secondo Nikolaj Fëdorovič Dubrovin  a Saratov, "Mufel' diede ordine che i traditori fossero uccisi e seppelliti non cristianamente, ma come diavoli osceni, trascinandoli per le gambe sul terreno fuori dalla città e indi sepolti in una fossa comune al di fuori delle mura, perché il loro fetore non fosse sentito all'interno. Gli impiccati vennero lasciati a penzolare a lungo perché la gente potesse inveire e sputare su di loro". Il 25 agosto prese parte alla battaglia finale a Čërnyj Jar  dove i seguaci di Pugačëv subirono la loro ultima sconfitta.
Per il ruolo avuto nella repressione della rivolta di Pugačëv, la zarina Caterina II concesse a Mufel' la vasta proprietà di Grabyževskoe, nel governatorato di Pskov.
Nel 1779 venne promosso colonnello e il 5 agosto 1788 venne dimesso col grado di maggiore generale, ma non ebbe il tempo di saperlo, perché nella notte tra il 23 e il 24 luglio di quello stesso anno venne ucciso nella sua tenuta dai suoi servi.